# Чеби, Сельчук
Сельчук Чеби (тур. Selçuk Çebi, род. 3 июня 1982 года) — турецкий борец греко-римского стиля, трёхкратный чемпион мира (2009, 2010, 2015), призёр чемпионатов Европы.
Родился в 1982 году в Араклы ила Трабзон. Борьбой занялся с 12 лет. В 2005 году стал чемпионом Средиземноморских игр. В 2009 году стал чемпионом мира и обладателем бронзовой медали чемпионата Европы. В 2010 году вновь выиграл чемпионат мира. На чемпионате мира 2011 года завоевал серебряную медаль. В 2012 году принял участие в Олимпийских играх в Лондоне, но там занял лишь 13-е место. В 2013 году вновь стал чемпионом Средиземноморских игр. В 2014 году завоевал серебряную медаль чемпионата Европы и бронзовую медаль чемпионата мира.